# Serral del Cúpol
El Serral del Cúpol és una serra situada al municipi d'Olesa de Bonesvalls (Alt Penedès), amb una elevació màxima de 596,5 metres.